# O2 TV FREE
O2 TV FREE byl český, částečně placený sportovní televizní kanál vysílající v terestrické síti multiplexu 4. Stanice vysílala totožný obsah jako stanice O2 TV Sport s výjimkou přímých přenosů, které vysílala v malém okně v levé horní části obrazovky, se zvukem a větším obrazem televizního kanálu O2 Info. Placený obsah, jednalo se zejména o přímé přenosy, byl vysílán nelineárně ve vysokém rozlišení prostřednictvím HbbTV aplikace. Pro sledování bylo požadováno uhrazení poplatku za přístup k programu a dalším funkcím na 24 hodin prostřednictvím Premium SMS. Vysílání začínalo v 9.00 hodin a končilo v 1.00 hodinu ráno. Ve zbývajícím čase byla vysílána promo smyčka O2 Info. Provozovatelem kanálu byla společnost O2 TV s.r.o..
HbbTV aplikace umožňovala divákům přístup k HD verzi programu O2 TV Sport a k funkcím, na které jsou zákazníci O2 TV zvyklí. Jde o přístup k videoarchivu pořadů Oktagon, Tak určitě a Tiki-Taka, které měli možnost sledovat bezplatně. Dále se jednalo o funkce zpětného zhlédnutí, díky které mohli zhlédnout vysílání O2 TV Sport až 50 hodin zpětně, přeskakovat části vysílání, nebo si zastavit obraz. Funkce, která nebyla divákovi nabídnuta, byla například multidimenze. Divák tak nemohl měnit úhly pohledu kamer, volit mezi různými, souběžně vysílanými, zápasy a volit mezi standardním a fanouškovským komentářem.

## Historie
Provozovatel kanálu O2 TV FREE požádal 11. ledna 2017 Radu pro rozhlasové a televizní vysílání o vydání licence pro vysílání v terestrickém multiplexu 4. Dne 1. března 2017 bylo spuštěno odpočítávání, které vyvrcholilo v neděli 5. března 2017 v 8:00 hodin spuštěním vysílání. Stanice vysílala v kompresním formátu MPEG-4/AVC se zvukem HE-AVC, čímž byla dostupná pouze divákům s novějšími set-top boxy s podporou MPEG-4. Grafiku a logo stanice vyrobila společnost Department. Ta vsadila na přímočaré tvary a barevné rozlišení jednotlivých sportovních kanálů.
Kanál vysílal bezplatně do 21. března 2017, kdy začal vysílat přenosy Ligy mistrů, tenisových turnajů ATP a WTA, a ePojisteni.cz ligu. Od tohoto data do 3. dubna 2017 nabízel vysílání za zvýhodněnou cenu 1 korunu. Po 3. dubnu 2017 byla cena navýšena na obvyklých 69 korun, za kterou byla nabízena služba O2 TV Sport na den. Platbu bylo možné uskutečnit prostřednictvím Premium SMS. Zájemce o tuto placenou službu zadal v HbbTV aplikaci své telefonní číslo, na které vzápětí obdržel SMS s aktivačním kódem, který po zadání v HbbTV aplikaci vysílání O2 TV Sport na 24 hodin odblokoval.
Dne 23. dubna 2017 od 16:37 do 19:29 hodin se při vysílání přímého přenosu Sparty Praha s Viktorii Plzeň vyskytly technické potíže s přihlášením k takzvané OTT službě, neboť těsně před začátkem fotbalového zápasu došlo k vypršení bezpečnostního certifikátu na straně dodavatele, kterým byl Nangu.TV. Ačkoliv výpadek postihl tisíce zákazníků, nejednalo se o zákazníky O2 TV a zákazníky, kteří provedli přihlášení před tímto časem. Společnost O2 na tento výpadek zareagovala zpřístupněním zápasu ve vysílání O2 TV FREE a zákazníkům s předplacenou službou O2 TV Sport na den po provedené reklamaci vzniklou situaci kompenzovala.
Společnost O2 v dubnu 2017 informovala o možnosti využívání služeb O2 TV prostřednictvím vlastní aplikace v Xboxu. Podporované modely byly Xbox One a Xbox One S. Pro aktivaci byl nutný některý tarif O2 TV. Do budoucna je plánováno rozšíření i na další zařízení a přístup k videotéce.
Od 31. března 2018 je možné O2 TV Sport sledovat prostřednictvím HbbTV kanálů Primy, 1. 4. 2018 samostatný kanál O2 TV Free skončil.

## TV pořady
- Champions League Highlights
- Magazín Champions League
- MČR Magazín
- MMA – Oktagon magazín
- Sportovní infoservis
- Studio ePojisteni.cz ligy
- Studio Champions League Highlights
- Tak určitě
Sportovní talk show moderovaná Ondřejem Novotným.
- Tiki-Taka
Fotbalová talk show, moderovaná Petrem Svěceným věnovaná různým tématům 1. fotbalové ligy.
- WRC – Mistrovství světa Rally
- WTA magazín

## Hybridní vysílání (HbbTV)
Příjem hybridního vysílání, neboli HbbTV, bylo možné pouze u novějších televizorů, nebo set-top boxů, s podporou této technologie. Byl-li televizor připojený k internetu, spouštělo se modrým tlačítkem na ovladači.
HbbTV u stanice O2 TV FREE nabízela divákům následující funkce :
- živé vysílání O2 TV Sport ve vysokém rozlišení
- bezplatný vstup do videoarchivu vybraných pořadů
- až 50 hodin zpětného zhlédnutí vysílání O2 TV Sport
- zastavení obrazu
- přeskakování nezajímavých částí vysílání
- zobrazení TV programu televizních stanic O2 TV Sport, O2 TV Fotbal a O2 TV Tenis

## Dostupnost

### Terestrické vysílání
Televizní kanál O2 TV FREE vysílal nekódovaně prostřednictvím DVB-T multiplexu 4 v kompresním formátu MPEG-4. Pro příjem byl nutný set-top box nebo televizor s podporou tohoto formátu.